# Staatliche Berufsfachschule für Flechtwerkgestaltung

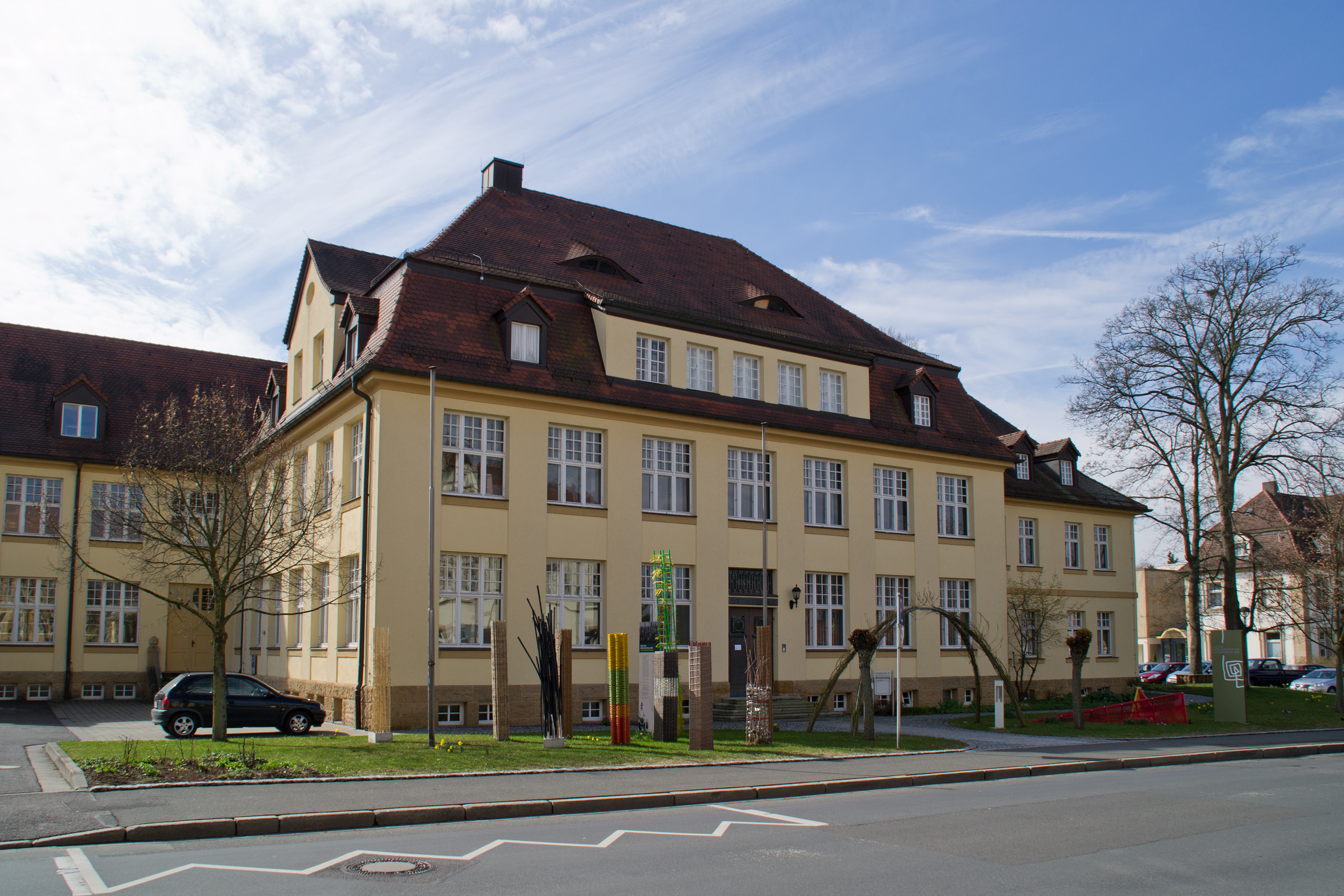
Staatliche Berufsfachschule für Flechtwerkgestaltung

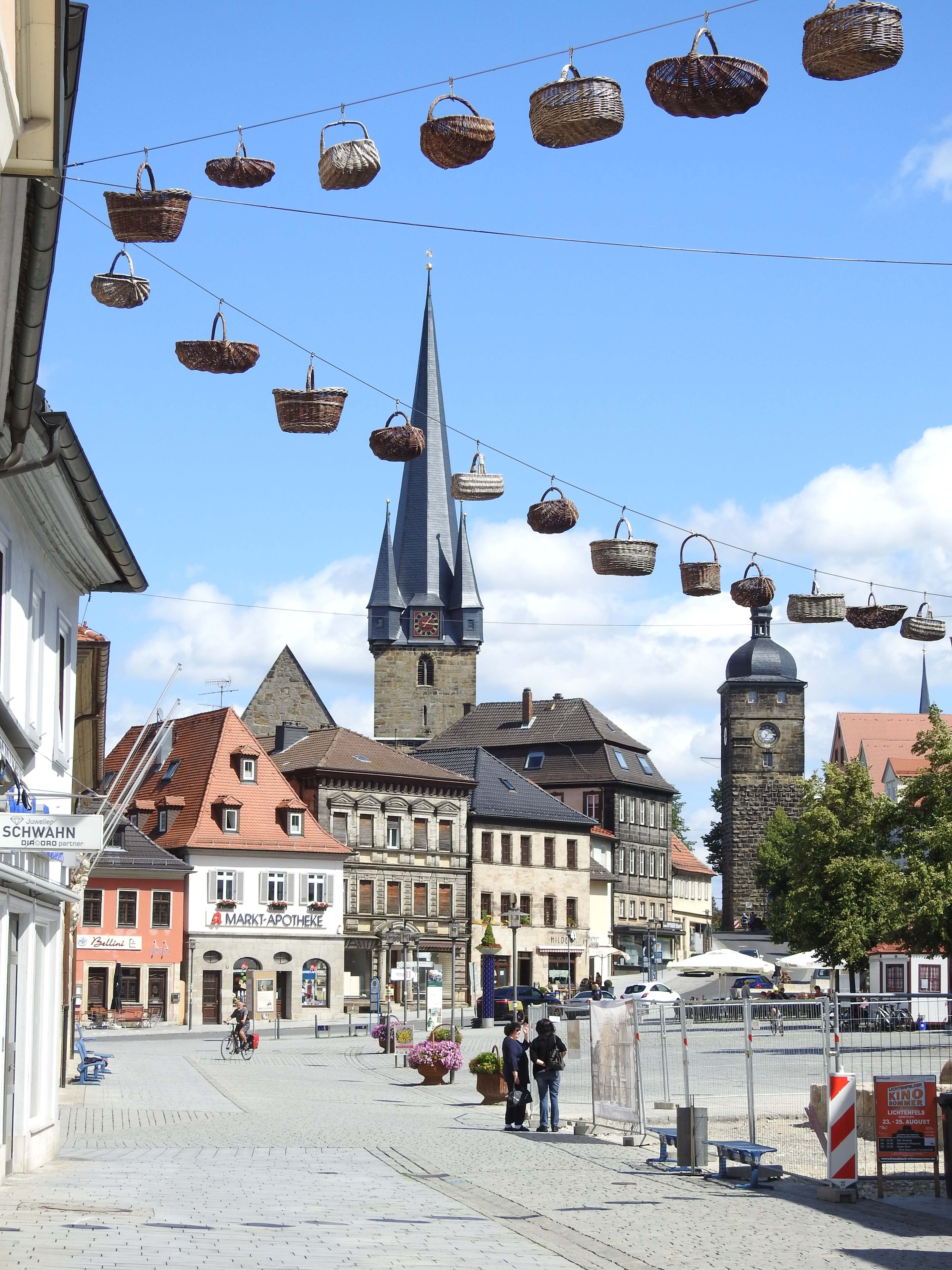
Lichtenfels durante il Festival Annuale dell'Intreccio

La Staatliche Berufsfachschule für Flechtwerkgestaltung ("Scuola professionale statale per la progettazione di opere intrecciate") a Lichtenfels in Germania è una scuola pubblica di formazione di professionisti dell'intreccio. L'origine della scuola risale alla Königliche Fachschule für Korbflechterei ("Regale Scuola Tecnica di Intreccio"), fondata nel 1904. È l'unica istituzione di questo genere in Germania e una delle poche in Europa; è frequentata da studenti provenienti da diversi paesi del mondo.
Dopo un percorso formativo triennale, che include, tra gli altri: corsi di disegno, di storia dell'arte e laboratori di oreficeria, di falegnameria o di manipolazione di diversi materiali, gli alunni ricevono un diploma di "Designer dell'intreccio", certificato dallo Stato.
Dal 1979, nella città di Lichtenfels, ha luogo ogni anno il Lichtenfels Flechtkulturfestival ("Festival della Cultura dell'Intreccio"). Non a caso Lichtenfels è conosciuta in Germania come "la città dei cesti" (die Korbstadt).